# Chiesa cattolica a Singapore
La Chiesa cattolica a Singapore è parte della Chiesa cattolica universale, sotto la guida spirituale del Papa e della Santa Sede.

## Storia
Essa è una piccola comunità di diaspora con un'antica storia. Le sue origini risalgono alle prime colonie europee dei primi del XVI secolo e coincide in gran parte con la storia del cattolicesimo in Malaysia.

## Organizzazione territoriale
Il 18 dicembre 1972 la città venne divisa dalla diocesi malese di Malacca e contemporaneamente venne eretta l'arcidiocesi di Singapore, immediatamente soggetta alla Santa Sede, che comprende l'intero Stato.

## Statistiche
Il numero di cattolici è in aumento e nell'anno 2002 erano 155.537, cioè il 3,8 % della popolazione, con 30 parrocchie. Vi sono inoltre 69 preti diocesani, 61 preti di ordini religiosi e 220 suore.

## Nunziatura apostolica
Il 25 aprile 1969 fu istituita la nunziatura apostolica in Thailandia con il breve Instans illa di papa Paolo VI e contestualmente la delegazione apostolica di Thailandia, Laos, Malacca e Singapore (sorta nel 1967) assunse il nuovo nome di delegazione apostolica di Laos, Malacca e Singapore.
La nunziatura apostolica di Singapore è stata istituita il 24 giugno 1981.

### Delegati apostolici
- Jean Jadot † (23 febbraio 1968 - 15 maggio 1971 nominato pro-nunzio apostolico in Camerun e in Gabon e delegato apostolico in Guinea Equatoriale)
- Giovanni Moretti † (9 settembre 1971 - 13 marzo 1978 nominato pro-nunzio apostolico in Sudan e delegato apostolico nella Regione del Mar Rosso)
- Silvio Luoni † (15 maggio 1978 - 1980 ritirato)
- Renato Raffaele Martino † (14 settembre 1980 - 24 giugno 1981 nominato nunzio apostolico)

### Nunzi apostolici
- Renato Raffaele Martino † (24 giugno 1981 - 3 dicembre 1986 nominato osservatore permanente presso le Nazioni Unite)
- Alberto Tricarico (28 febbraio 1987 - 26 luglio 1993 ritirato)
- Luigi Bressan (26 luglio 1993 - 25 marzo 1999 nominato arcivescovo di Trento)
- Adriano Bernardini (24 luglio 1999 - 26 aprile 2003 nominato nunzio apostolico in Argentina)
- Salvatore Pennacchio (20 settembre 2003 - 8 maggio 2010 nominato nunzio apostolico in India e in Nepal)
- Leopoldo Girelli (13 gennaio 2011 - 13 settembre 2017 nominato nunzio apostolico in Israele e delegato apostolico a Gerusalemme e in Palestina)
- Marek Zalewski, dal 21 maggio 2018

## Conferenza episcopale
Singapore non ha una Conferenza episcopale propria, ma l'episcopato singaporiano è parte della Conferenza dei vescovi cattolici di Malesia, Singapore e Brunei (Catholic Bishops' Conference of Malaysia, Singapore and Brunei).
Elenco dei Presidenti della Conferenza episcopale:
- Arcivescovo Michel Olçomendy, M.E.P. (1964 - 1969)
- Vescovo Anthony Denis Galvin, M.H.M. (1969 - 1976)
- Arcivescovo Peter Chung Hoan Ting (1976 - 1979)
- Arcivescovo Gregory Yong Sooi Ngean (1980 - 1987)
- Arcivescovo Anthony Soter Fernandez (1997 - 1990)
- Arcivescovo Gregory Yong Sooi Ngean (1990 - 1994)
- Arcivescovo Peter Chung Hoan Ting (1994 - 2000)
- Arcivescovo Anthony Soter Fernandez (2000 - 2003)
- Arcivescovo Nicholas Chia Yeck Joo (agosto 2003 - febbraio 2007)
- Arcivescovo Murphy Nicholas Xavier Pakiam (febbraio 2007 - 1º gennaio 2011)
- Vescovo Paul Tan Chee Ing, S.I. (1º gennaio 2011 - agosto 2012)
- Arcivescovo John Ha Tiong Hock (1º gennaio 2013 - 1º gennaio 2017)
- Vescovo Sebastian Francis (1º gennaio 2017 - 1º settembre 2023)
- Arcivescovo Julian Leow Beng Kim, dal 1º settembre 2023

Elenco dei Vicepresidenti della Conferenza episcopale:
- Arcivescovo Murphy Nicholas Xavier Pakiam, dall'agosto 2012
- Vescovo Sebastian Francis (1º gennaio 2015 - 1º gennaio 2017)
- Cardinale Cornelius Sim (1º gennaio 2017 - 29 maggio 2021)
- Cardinale William Goh Seng Chye, dal 2021

Elenco dei Segretari generali della Conferenza episcopale:
- Presbitero Michael Teng (gennaio 2011 - 2014)
- Vescovo Cornelius Sim (1º gennaio 2015 - 1º gennaio 2017)
- Arcivescovo William Goh Seng Chye (1º gennaio 2017 - 2021)
- Vescovo Richard Ng, dal 2021